# Колдовство 3: Поцелуй смерти
Колдовство 3: Поцелуй смерти (англ. Witchcraft III: The Kiss of Death) — третий фильм из серии фильмов ужасов под названием Колдовство, дистрибьюцией которого занималась Troma Entertainment, а продюсированием Vista Street Entertainment. В Германии премьера на VHS состоялась 27 мая 1992, а в США - 30 мая 1991. Является сиквелом фильма  Колдовство 2: Искусительница и приквелом к фильму Колдовство 4: Девственное сердце. Начиная с этой части фильмы серии выходили сразу на VHS.

## Сюжет
Уильям Спаннер  теперь вырос и работает помощником окружного прокурора, он полон решимости вести нормальную жизнь и отвергать свое магическое наследие. Его новый клиент, Рубен Картер - афро-американский подросток, который обвиняется в изнасиловании и убийстве разведенной женщины, которая наняла его на временную работу. По словам прокурора Вивиан Хилл, они имеют все основания закрыть дело. Отпечатки Рубена по всему дому жертвы, и судмедэксперт нашел доказательства сексуальных отношений между Рубеном и умершей женщиной. Подруга Спаннера - Шарлотта  соблазняется злым владельцем клуба Луисом, который использует свои демонические способности, чтобы превратить женщину в свою рабыню. Преподобный Джондулар  - знахарь, помогает Спаннеру научиться использовать свои способности.

## Критика
Фильм получил смешанные отзывы критиков. 
TV GUIDE советует зрителям не обнадеживаться и даёт фильму одну звезду.
1000 Misspent Hours, считают, что у фильма достаточно хороших идей для приличного 44-минутного телешоу, но нашли фильм безнадежно мягким, с плохой актерской игрой и довольно скучными любовными сценами. 
DailyGrindhouse, считают что, фильму не достаёт спецэффектов, по сравнению с предыдущими.
По состоянию на март 2018 года фильм имеет рейтинг 1,9 из 5 на Rotten Tomatoes.
Creature Feature фильму дали три из пяти звезд, заявив, что фильм стал большим скачком по сравнению с предыдущими двумя, и что сценаристы Р. Л. Тиллман и  Джерри Дейли привносят интересные идеи и максимально используют свой низкий бюджет.
В рецензии от сайта Кино под углом сказано, что «в общем и целом – фильм средний, динамики мало, ужасов еще меньше».

## Связь с предыдущими фильмами
Уильям Спаннер (который также использовал фамилии Адамс и Черчилль в первых двух фильмах) - единственный персонаж который остался с первых двух фильмов. Он, очевидно, закончил юридическую школу с тех пор, как его в последний раз видели в фильме Колдовство 2: Искусительница, когда он был подростком. Отмечено, что у Спаннера, похоже, повышен уровень интеллекта по сравнению с предыдущим фильмом. Этот фильм стал основным сюжетом для многих из следующих фильмов. Спаннер выступает в роли неохотного героя, сражающегося с мистическими силами зла.

## В ролях
- Чарльз Соломон — Уильям Спаннер
- Лиза Тузман — Шарлота
- Домоник Лучана — Луис
- Лина Холл — Рокси
- Шай Беннетт (в титрах Ша Беннет) — Миссис Картер
- Уильям Льюис Бэйкер (в титрах Уильям Л. Бейкер) — преподобный Джондулар
- Николь Лорен — Вивиан Хилл
- Ахмад Риз — Рубен Картер
- Элли Даунс (в титрах Элли Стюарт) — Анна
- Алекса Яго — Марлена
- Майкл Хэлпин — Карлос

## Производство
Рейчел Фельдман получила 1500 долларов за шесть месяцев плюс то, что она потратила на работу над этим фильмом с фактическим временем съемки, составляющим менее десяти дней. Фильм получил рейтинг «R».

### Технические данные
- Аудио — Стерео
- Формат изображения — 4:3

### Съёмачная группа
- Дэн Спикер — Постановщик трюков
- Тони Милер — Монтажер

## Релиз
Фильм доступен на нескольких потоковых сайтах с верефикацией возраста. 
Слоган фильма: Один поцелуй...и твоя судьба предрешена (англ. One kiss... and your fate is sealed).
В США премьера на VHS состаялась 30 мая 1991 года. А позже на DVD. 

### В других странах
В Германии премьера на VHS состоялась 27 мая 1992, а дистрибьюцией занималась компания Madison Home Video.
В Греции фильм вышел под названием Поцелуй дьявола (To fili tou Diavolou).